# SL테라퓨틱스
SL테라퓨틱스(영어: SL Therapeutics)는 대한민국의 줄기세포, 세포치료제 개발 바이오 기업이다.

## 역사
2016년 11월 코넥스 시장에 상장하였으나  2025년 3월 28일에 감사의견을 거절하였고, 동년 5월 7일에 상장폐지 되었다.

### 내용주
1. ↑  코넥스 상장폐지
2. ↑  상법상 본사 주소: 서울특별시 성북구 안암로 145 산학관 602-4호(안암동5가(고려대학교 자연계캠퍼스)